# Notophysis johnstoni
Notophysis johnstoni är en skalbaggsart som beskrevs av Auguste Lameere 1903. Notophysis johnstoni ingår i släktet Notophysis och familjen långhorningar.
Artens utbredningsområde är:
- Burundi.
- Rwanda.

Inga underarter finns listade i Catalogue of Life.